# Era rzymska Augusta
Era rzymska Augusta – system liczenia lat stosowany w starożytnym Egipcie. Początkiem ery był 29 sierpnia 30 roku przed Chr.
System liczenia lat stosowany w starożytnym Egipcie po zdobyciu Egiptu przez Oktawiana Augusta. Jej początek liczono jednak nie od zdobycia władzy przez Augusta, lecz od śmierci królowej Kleopatry. Co do metody jej ustalenia, stanowi ona kontynuację ery Nabonassara, jej początek przypada na Nowy Rok kalendarza egipskiego, to jest na 1. dzień miesiąca tot, który po reformie kalendarza, przeprowadzonej przez cesarza Oktawiana Augusta, przypadał 29 sierpnia. Lata liczone według tej ery mają po 365,25 dnia – jak w kalendarzu juliańskim, nie występuje, więc już charakterystyczne dla ery Nabonassara i ery filipińskiej cofanie się daty Nowego Roku.